# Carl Hilty
Carl Hilty, né le 28 février 1833 à Grabs et mort le 12 octobre 1909 à Clarens, est un philosophe, écrivain, historien et une personnalité politique suisse.

## Biographie
Après avoir suivi ses études à Coire, Göttingen et Heidelberg où il obtient un doctorat de droit en 1854, il devient avocat avant de se consacrer à l'histoire de Suisse et à la philosophie. Nommé comme professeur de droit constitutionnel à l'Université de Berne en 1874, il édite, dès 1886 le Politisches Jahrbuch der schweizerischen Eidgenossenschaft. En 1890, il est élu au Conseil national où il siège jusqu'à sa mort.

## Publications
Parmi ses nombreuses publications, on trouve Theoretiker und Idealisten in der Demokratie en 1868 et Les Constitutions fédérales de la Confédération suisse, originellement paru en 1891, puis réédité en 1991 et Le bonheur paru en 1891 et réédité en 1897 et 1901.